# Coupe du monde de marche 1977
Navigation
Le Grand-Quevilly 1975 Eschborn 1979
La 8e édition de la Coupe du monde de marche s'est déroulée les 24 et 25 septembre 1977 dans les rues de Milton Keynes, au Royaume-Uni.

## Tableau des médailles
| Rang | Nation             | Or | Argent | Bronze | Total |
| ---- | ------------------ | -- | ------ | ------ | ----- |
| 1    | Mexique            | 3  | 2      | 0      | 5     |
| 2    | Allemagne de l'Est | 0  | 1      | 1      | 2     |
| 3    | Italie             | 0  | 0      | 2      | 2     |
|      | Total              | 3  | 3      | 3      | 9     |

## Podiums

### Hommes
| Épreuve                             | Or                                      | Argent                                | Bronze                                                    |
| ----------------------------------- | --------------------------------------- | ------------------------------------- | --------------------------------------------------------- |
| 20 km                               | Daniel Bautista Mexique 1 h 24 min 02 s | Domingo Colín Mexique 1 h 24 min 31 s | Karl-Heinz Stadtmüller Allemagne de l'Est 1 h 24 min 51 s |
| 50 km                               | Raúl González Mexique 4 h 04 min 16 s   | Pedro Aroche Mexique 4 h 04 min 51 s  | Paolo Grecucci Italie 4 h 06 min 27 s                     |
| Lugano Trophy - Combiné par équipes | Mexique 185 pts                         | Allemagne de l'Est 180 pts            | Italie 160 pts                                            |

### Femmes
| Épreuve | Or                               | Argent                              | Bronze                           |
| ------- | -------------------------------- | ----------------------------------- | -------------------------------- |
| 5 kmi   | Siv Gustavsson Suède 23 min 19 s | Carol Tyson Royaume-Uni 23 min 46 s | Margareta Simu Suède 24 min 12 s |

i: invitation.